# Język włoski

Mapa zasięgu występowania języka włoskiego

Język włoski (wł. lingua italiana, italiano /itaˈljano/) – język romański objęty statusem urzędowego we Włoszech, San Marino, Watykanie (obok łaciny), Szwajcarii (obok francuskiego, niemieckiego i romansz) oraz na Istrii, należącej do Chorwacji i Słowenii. W pewnym stopniu używany również we Francji (zwłaszcza na Korsyce) i na Malcie. Można się nim także porozumieć w skupiskach emigracji włoskiej w Argentynie, Australii, Stanach Zjednoczonych i Tunezji oraz w pewnym niewielkim stopniu w Erytrei, byłej kolonii włoskiej (przez pewien czas używano go też w Libii i Somalii, ale po wycofaniu się włoskich kolonialistów wyszedł tam z użycia). Włoski jest silnie zróżnicowany dialektalnie, jego współczesna forma standardowa oparta jest na dialekcie toskańskim, znormalizowanym na przełomie XIII i XIV wieku przez Dantego Alighieri i wielu współczesnych mu twórców, takich jak Francesco Petrarca i Giovanni Boccaccio.
Język włoski funkcjonuje również w krajach, gdzie jest pozbawiony statusu oficjalnego. Są to m.in.: Brazylia, Argentyna, Stany Zjednoczone, Francja, Urugwaj, Kanada, Wenezuela, Australia, Niemcy, Belgia, Wielka Brytania, Hiszpania, Chile, Paragwaj, Meksyk i Polska.

## Zapis i fonetyka

### Alfabet i wymowa
Do zapisu języka włoskiego używa się pisma łacińskiego, przy czym litery j, k, w, x oraz y nie występują w słowach rodzimych. Wymowa liter j i w zależy od pochodzenia danego wyrazu. Używa się też dwóch rodzajów akcentów nad samogłoskami.
| Litera | Nazwa litery                  | Dźwięk            | Uwagi                                                              |
| ------ | ----------------------------- | ----------------- | ------------------------------------------------------------------ |
| A      | a                             | /a/               |                                                                    |
| B      | bi                            | /b/               |                                                                    |
| C      | ci (/czi/)                    | /k/ lub /cz/      |                                                                    |
| D      | di                            | /d/               |                                                                    |
| E      | è,é                           | /e/               | w pozycji akcentowanej występuje w wersji otwartej lub ścieśnionej |
| F      | effe                          | /f/               |                                                                    |
| G      | gi (/dżi/)                    | /g/ lub /dż/      |                                                                    |
| H      | acca                          | zawsze nieme      |                                                                    |
| I      | i                             | /i/ lub /(i)j/    |                                                                    |
| J      | i lunga                       | /dż/, /j/ lub /ż/ | występuje tylko w wyrazach pochodzenia obcego                      |
| K      | kappa                         | /k/               | występuje tylko w wyrazach pochodzenia obcego                      |
| L      | elle                          | /l/               |                                                                    |
| M      | emme                          | /m/               |                                                                    |
| N      | enne                          | /n/               |                                                                    |
| O      | ò,ó                           | /o/               | w pozycji akcentowanej występuje w wersji otwartej lub ścieśnionej |
| P      | pi                            | /p/               |                                                                    |
| Q      | qu                            | /k/               | występuje przed połączeniami u + samogłoska wymawiane jako /kł/    |
| R      | erre                          | /r/               |                                                                    |
| S      | esse                          | /s/ lub /z/       |                                                                    |
| T      | ti                            | /t/               |                                                                    |
| U      | u                             | /u/ lub /(u)ł/    |                                                                    |
| V      | vu (vi)                       | /w/               |                                                                    |
| W      | doppia vu (vi)                | /w/ lub /ł/       | występuje tylko w wyrazach pochodzenia obcego                      |
| X      | ics                           | /ks/              | występuje tylko w wyrazach pochodzenia obcego                      |
| Y      | ipsilon (i greca (/i greka/)) | /i/ lub /j/       | występuje tylko w wyrazach pochodzenia obcego                      |
| Z      | zeta (/dzeta/)                | /c/ lub /dz/      |                                                                    |

Szczegóły:
I przed samogłoską wymawia się:
- jak /j/, jeśli należy do tej samej sylaby (także gdy zmiękcza poprzedzającą je spółgłoskę), np. rabbia – złość, Italia;
- jak /ij/, jeśli nie należy do tej samej sylaby (zwykle w pozycji akcentowanej), np. latteria – mleczarnia, malattia – choroba.

I wymawia się na końcu wyrazu po innej samogłosce jak /j/, np. tuoi.
U przed samogłoską wymawia się:
- jak /ł/, jeśli należy do tej samej sylaby, np. uomo – człowiek, mężczyzna;
- jak /uł/, jeśli nie należy do tej samej sylaby (zwykle w pozycji akcentowanej), np. due.

W pozostałych przypadkach wymowa powyższych samogłosek pokrywa się z polską.
Znak c przed e oraz i wymawia się jak /cz/, przed innymi znakami jak /k/. Jeśli dźwięk /k/ ma wystąpić przed i bądź e, wstawia się między nie nieme h. Jeśli dźwięk /cz/ ma wystąpić przed samogłoską inną niż e czy i, wstawia się między nie i, którego się nie wymawia, a które jedynie zmiękcza c.
Analogiczne zasady stosuje się w przypadku:
- znaku g, wymawianego jako /dż/ przed e oraz i, przed innymi znakami jako /g/;

- dwuznaku sc, wymawianego jako /sz/ przed e oraz i, przed innymi znakami jako /sk/.

Tutaj ortografia nie jest ścisła, ponieważ w języku włoskim występują też połączenia typu c lub g + i + samogłoska, w którym i tworzy osobną sylabę (np. farmacia – apteka), patrz wyżej. Zdarza się, że i występuje pomiędzy c, g lub sc i e, występuje wtedy zazwyczaj wymowa /cz/, /dż/ lub /sz/, np. cielo – niebo.
|     | /k/       | /cz/ | /g/ | /dż/ | /sk/ | /sz/ |
| --- | --------- | ---- | --- | ---- | ---- | ---- |
| /a/ | ca        | cia  | ga  | gia  | sca  | scia |
| /e/ | che       | ce   | ghe | ge   | sche | sce  |
| /i/ | chi       | ci   | ghi | gi   | schi | sci  |
| /o/ | co        | cio  | go  | gio  | sco  | scio |
| /u/ | cu lub qu | ciu  | gu  | giu  | scu  | sciu |

Połączenie cq jest wymawiane jako /kk/, np. acqua – woda.
S i z występują w wersji zarówno dźwięcznej, jak i bezdźwięcznej. Zwykle przyjmują dźwięczność sąsiadujących głosek, w przypadku pozycji między samogłoskami wymowa jest różna w zależności od wyrazu i regionu geograficznego. Podwójne s i s na początku wyrazu przed samogłoską wymawia się jako /s/, np. sala – sala, tessera – legitymacja. Z na początku wyrazu przed samogłoską wymawia się jak /dz/, np. zuppa – zupa. Wymowa /c/ występuje m.in. w zakończeniach –zio, –zia i –zione, np. Venezia.
Występują jeszcze dwa dwuznaki – gn odpowiadające polskiemu /ń/, oraz gl odpowiadające (w połączeniu z samogłoską i) miękkiemu /l’/ (wyjątkiem jest np. wyraz glicerina; wymowa połączenia gli nie odbiega tu od polskiej, to samo dotyczy gl w połączeniu z inną samogłoską, np. gloria). Miękkie /l’/ nie występuje w języku polskim, występuje zaś np. w hiszpańskim (zapis ll) oraz w niektórych wyrazach zapożyczonych (polskie liana, chociaż występuje też wymowa /ljana/).
Podwójne spółgłoski (geminaty) wymawia się oddzielnie, np. sorella – siostra.
Należy zaznaczyć, że zasady wymowy obowiązujące w języku włoskim są właściwe dla watykańskiej wymowy kościelnej w łacinie.

### Akcent
W języku włoskim występuje akcent toniczny (obecny w każdym wyrazie) i pisany (graficzny). Najczęściej wyrazy akcentuje się na przedostatniej sylabie, np. amore – miłość. Czasami na ostatnią sylabę (wtedy akcent jest zaznaczany w wyrazie), np. città – miasto, często też na trzecią od końca, np. tavola – stół. Rzadko akcentuje się na czwartej sylabie od końca, np. abitano – mieszkają.
Wyróżnia się dwa rodzaje akcentów graficznych:
- accento grave (opadający) – stawiany nad a, e, o (samogłoski otwarte), np. felicità – szczęście,
- accento acuto (wznoszący) – stawiany nad i, u (samogłoski zamknięte), e, o (samogłoski ścieśnione), np. perché – dlaczego, bo.

Akcent graficzny pozwala rozróżnić wyrazy jednosylabowe o różnym znaczeniu, np. la – rodzajnik określony, là – tam, oraz występuje często nad wyrazami jednosylabowymi zakończonymi dwiema samogłoskami, np. più – bardziej, więcej.

### Inne zjawiska
W języku włoskim, podobnie jak we francuskim, występuje tzw. wyrzutnia (elizja, wł. elisione), czyli zjawisko wypadnięcia końcowej samogłoski z pierwszego wyrazu, jeśli następny zaczyna się od samogłoski albo niemego h, np. l’amica zamiast la amica; w miejscu usuniętej samogłoski występuje apostrof. Zjawisko to dotyczy m.in.:
- rodzajnika una,
- rodzajników i zaimków lo, la,
- zaimków questo, questa, ci,
- przyimka di.

Ponadto stosuje się skracanie wyrazów (troncamento), polegające na opuszczeniu ostatniej głoski lub sylaby, po której występuje kolejny wyraz, np. San Giovanni – św. Jan, zamiast Santo Giovanni.

## Gramatyka
Standardowy szyk zdania to SVO.
Pytania ogólne (czyli takie, w których nie występuje zaimek pytajny) różnią się od zdań twierdzących tylko obecnością znaku zapytania zamiast kropki albo wznoszącą intonacją. Polskiej partykuły czy nie tłumaczy się. Przeczenie czasownikowe występuje przed czasownikiem. Zazwyczaj stosuje się podwójną negację w zdaniu (przed czasownikiem może występować jedno przeczenie), np. Non vedo nessuno. – Nie widzę nikogo.
W języku włoskim są dwa rodzaje – męski i żeński oraz dwie liczby – pojedyncza i mnoga. Występują 4 tryby. Dużą rolę odgrywają przyimki.
Rodzaj i liczba rzeczowników i przymiotników można łatwo rozpoznać. Większość z nich ma regularne końcówki:
|               | Liczba pojedyncza | Liczba mnoga |
| ------------- | ----------------- | ------------ |
| Rodzaj męski  | -o                | -i           |
| Rodzaj żeński | -a                | -e           |

Rzeczowniki kończące się na -io tracą w liczbie mnogiej końcowe o, np. notaio – notariusz, notai – notariusze. Końcówki -cia, -gia, -scia tracą często i w liczbie mnogiej, np. spiaggia – plaża, spiagge – plaże.
Rzeczowniki zakończone na -e przybierają w liczbie mnogiej końcówkę -i.
|               | Liczba pojedyncza | Liczba mnoga |
| ------------- | ----------------- | ------------ |
| Rodzaj męski  | -e                | -i           |
| Rodzaj żeński | -e                | -i           |

Pewna grupa słów ma też rodzaj „sprzeczny z końcówką” (tzw. genus alternans).
Takie rzeczowniki w rodzaju żeńskim mają jednak liczbę mnogą na -i, nie zaś -e.
|               | Liczba pojedyncza | Liczba mnoga |
| ------------- | ----------------- | ------------ |
| Rodzaj męski  | -a                | -i           |
| Rodzaj żeński | -o                | -i           |

Przymiotniki zakończone w rodzaju męskim na -e mają w rodzaju żeńskim tę samą końcówkę, a w liczbie mnogiej – -i, np. grande – wielki, wielka, grandi – wielcy, wielkie.
Nie zmieniają formy rzeczowniki zakończone spółgłoską, akcentowaną samogłoską, literą i, połączeniem ie oraz niektóre rzeczowniki mające rodzaj „sprzeczny z końcówką”. O liczbie rzeczownika w tych wypadkach decyduje tylko rodzajnik, np.:
- il bar – bar; i bar – bary
- la pubblicità – reklama; le pubblicità – reklamy
- la diocesi – diecezja; le diocesi – diecezje
- la serie – seria; le serie – serie
- il cinema – kino; i cinema – kina.